# کریستین بوستوس
کریستین بوستوس (انگلیسی: Cristian Bustos؛ زادهٔ ۲۹ مهٔ ۱۹۸۳) بازیکن فوتبال اهل اسپانیا است.
از باشگاه‌هایی که در آن بازی کرده‌است می‌توان به باشگاه فوتبال هرکولس، باشگاه ورزشی رئال مایورکا، باشگاه فوتبال مومبای سیتی، باشگاه فوتبال رئال مورسیا، باشگاه فوتبال اسپورتینگ خیخون، و باشگاه فوتبال سلتاویگو اشاره کرد.